# دیپناو
دیپناو (به آلمانی: Diepenau) یک منطقهٔ مسکونی در آلمان است که در Nienburg واقع شده‌است. دیپناو ۴٬۰۶۱ نفر جمعیت دارد.